# Cassida queenslandica
Cassida queenslandica es un coleóptero de la familia Chrysomelidae.
Fue descrita científicamente en 2006 por Borowiec.